# كاثرين فوت
كاثرين فوت (1944 14 أكتوبر 1852) كانت عالمة الحيوان واختصاصية علم الأحياء الخلوي الأمريكية التي أجرت أبحاثا مع شريكة مختبرها إيلا شرش ستروبيل. كانوا معروفين بتقدمهم في تطوير تقنيات جديدة لعمل عينات مجهرية وأخذ صور مجهرية من الخلايا.

## السيرة الذاتية
وُلدت فوت في جنيف بنيويورك عام 1852. وصفت الطبعة الأولى من «رجال العلوم الأمريكيين» تعليمها في مدارس خاصة أثناء نشأتها. كانت فوت عضوًا في نادي سورسيس النسائي في نيويورك. تم تنظيم نادي تقدم المرأة تحت إشراف سورسيس وضم العضو البارز أليس فليتشر، عالمة الإثنوغرافيا الهندية الأمريكية. كان فوت مهتمة بالهنود، وأصبحت رئيسة فرع واشنطن المساعد للرابطة الوطنية الهندية للمرأة، وهي منظمة ضغطت لصالح الأمريكيين الأصليين في منتصف القرن التاسع عشر. رافقت فليتشر في رحلة إلى ألاسكا للتحقيق مع الهنود في المنطقة. ومع ذلك فإن فرصهم في التواصل مع الهنود لم تنجح كما هو مخطط لها. في تسعينيات القرن التاسع عشر أصبحت فوت مقيمة في إيفانستون بولاية إلينوي حيث أقامت مع أورينجتون لونت، وهو رجل أعمال من شيكاغو، كان مؤسس جامعة نورث وسترن في إيفانستون. وفي سن الأربعين تلقت تدريبًا في المختبر البيولوجي البحري في وودز هول في ماساتشوستس.
اعتبرها توماس هانت مورغان مساهمًا مهمًا في مجال علم الوراثة الناشئ، وفي عام 1906 تم إدراجها في قائمة أهم 1000 عالم في الولايات المتحدة في رجال العلوم الأمريكيين.
عاش فوت في لندن لفترة في ثلاثينيات القرن الماضي لكنها انتقل إلى الولايات المتحدة في وقت الحرب العالمية الثانية. توفيت في عام 1944 وأظهر عنوانها الأخير أنها تقيم في كامدن ساوث كارولينا.

## مسار مهني مسار وظيفي

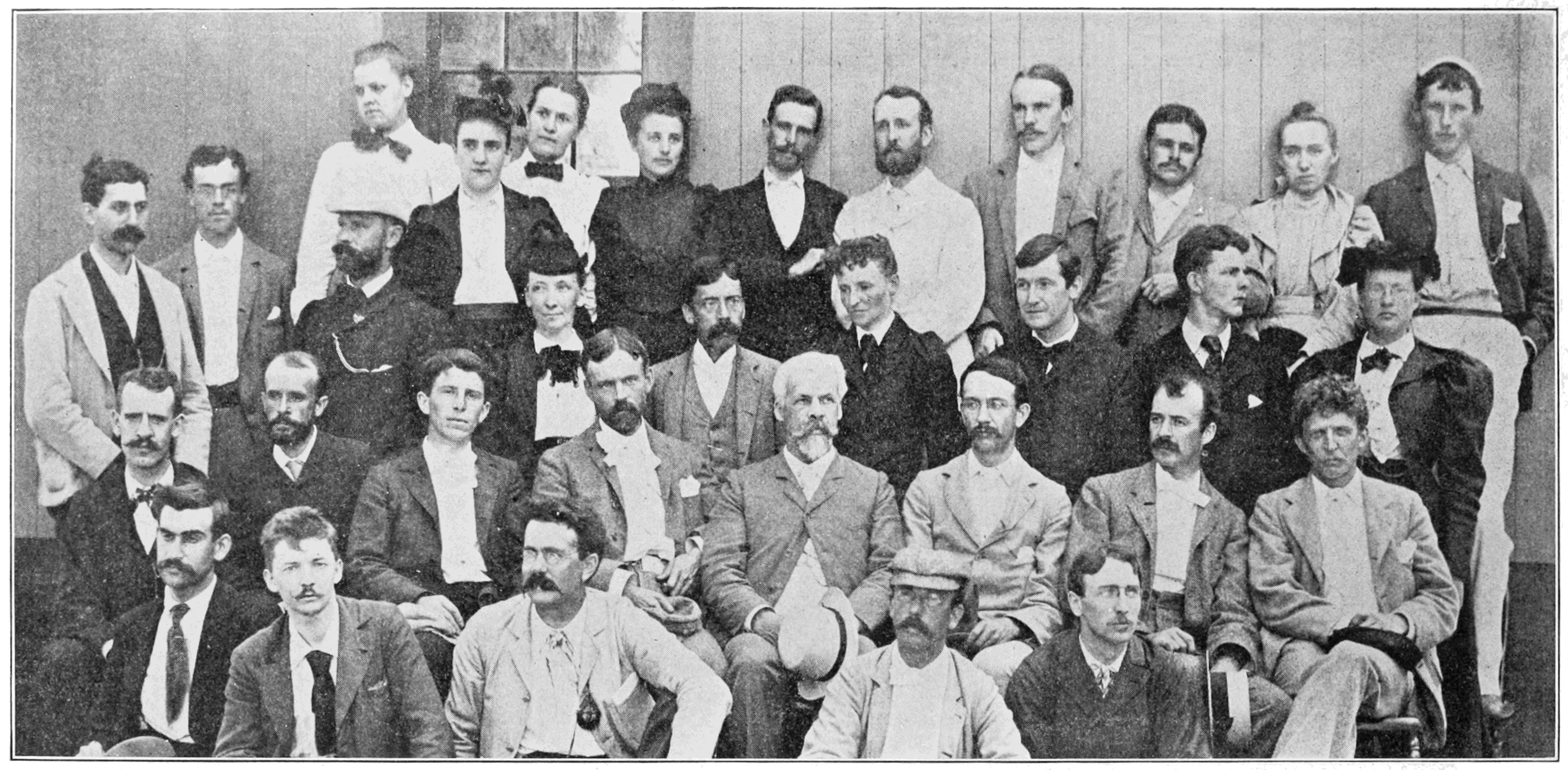
صورة جماعية لباحثي مختبر الأحياء البحرية في وودز هول، ماساتشوستس. الصف الثالث واقفًا (من اليسار إلى اليمين): بيير إيه فيش، كورنيليا إم كلاب، شو واكاسي، كاثرين فوت، إيه دي موريل، جوزيف سي تومسون، استير ف. بيرنز.

في عام 1892 بعد أول ستة أسابيع لها في دورة عن اللافقاريات في وودز هول فوضها تشارلز أوتيس ويتمان للعمل على نضوج وإخصاب بيضة دودة الأرض من جنس Allolobophora foetida. كتبت ورقة بحثية عن هذا الموضوع ظهرت في مجلة مورفولوجيا عام 1894. في عام 1896 كانت أول امرأة تلقي محاضرة في مختبر وودز هول، كانت محاضرتها بعنوان «الجسيمات المركزية للبويضة الملقحة من Allolobophora foetida».
انضمت إيلا ستروبيل إلى فوت كمساعدة لها في عام 1897. وفي عام 1899 بدأ اسم ستروبيل في الظهور كمؤلف مشارك لأوراق فوت. كانت فوت وستروبيل من بين الأوائل الذين صوروا مراحل تطور البويضات المخصبة وبحثا معًا دور الكروموسومات في الخصائص الوراثية المرتبطة بالجنس. بالإضافة إلى ذلك قاما بتطوير تقنية لإنشاء عينات في درجات حرارة منخفضة لعرضها تحت المجهر. كان هذا تقدمًا تقنيًا كبيرًا في ذلك الوقت. بين عامي 1906 و1913 بحث الاثنان في مراحل معينة من التطور الكروموسومي لحشرات الاسكواش. كان يعتقد أن هذا يتم في مختبر خاص بهم في مدينة نيويورك. شارك فوت وستروبيل في مناقشات حول دور الكروموسومات في نقل وحدات محددة من المعلومات الوراثية مثل الخصائص المرتبطة بالجنس. دافعوا عن موقفهم ضد توماس مورجان. في عام 1914 ذهب فوت وستروبيل إلى إنجلترا لمواصلة بحثهما تحت إشراف هاري إلترينجهام من نيو كوليدج أكسفورد. لكن توقف بحثهم في عام 1917 عندما مرضت ستروبيل.
وبحلول نهاية الحرب العالمية الأولى تطوعت فوت للصليب الأحمر الأمريكي في باريس. وقد بحثت في دورة حياة القملة لتطوير طريقة للتحكم.

## فهرس
- الجدول الزمني للمرأة في العلوم